# Franois
Franois település Franciaországban, Doubs megyében. Lakosainak száma 2250 fő (2022. január 1.). Franois Serre-les-Sapins és Chemaudin et Vaux községekkel határos.

## Népesség
A település népességének változása:
| Lakosok száma | 888  | 1293 | 1558 | 1916 | 2115 | 2274 | 2340 | 2295 | 2272 | 2250 |
|               | 1968 | 1982 | 1990 | 2006 | 2013 | 2015 | 2017 | 2019 | 2020 | 2022 |